# Acrocerinae
Acrocerinae – podrodzina muchówek z podrzędu krótkoczułkich i rodziny opękowatych. 
Muchówki te mają holoptyczne ustawienie oczu złożonych u obu płci. Czułki ich mają stylikowaty lub kikutowato skrócony biczyk. Tułów cechują niepołączone płaty postpronotum. Zewnętrzna krawędź wierzchołkowa goleni nie jest wyciągnięta w ostrogę. 
Rozwój odbywa się z nadprzeobrażeniem, a larwy są wewnętrznymi parazytoidami pająków z grupy Araneomorphae.
Takson kosmopolityczny.
Należą tu m.in. rodzaje:
- Acrocera Meigen, 1803
- †Archocyrtus Ussatchev, 1968
- Asopsebius Nartshuk, 1982
- †Burmacyrtus Grimaldi et Hauser, 2011[6]
- Carvalhoa Koçak et Kemal, 2013[7]
- †Cyrtinella Gillung et Winterton, 2017
- Cyrtus Latreille, 1797
- †Glaesoncodes Hennig, 1968
- Hadrogaster Schlinger, 1972
- Holops Philippi, 1865
- Meruia Sabrosky, 1950
- Nipponcyrtus Schlinger, 1972
- Ogcodes Latreille, 1797
- Opsebius Costa, 1855
- Paracyrtus Schlinger, 1972
- Psilodera Gray, 1832
- Pterodontia Gray, 1832
- Sabroskya Schlinger, 1960
- †Schlingeromyia Grimaldi et Hauser, 2011
- Sphaerops Philippi, 1865
- Subcyrtus Brunetti, 1926
- Turbopsebius Schlinger, 1972
- Villalus Cole, 1918
- †Villalites Hennig, 1966